# Ernest J. Bellocq
Pour les articles homonymes, voir Bellocq.
Ne doit pas être confondu avec Auguste Belloc.
Ernest Joseph Bellocq (La Nouvelle-Orléans, 19 août 1873 - id., 3 octobre 1949) est un photographe américain resté célèbre pour ses photographies de nus et de prostituées de  Storyville, dans le quartier rouge de La Nouvelle-Orléans.

## Biographie

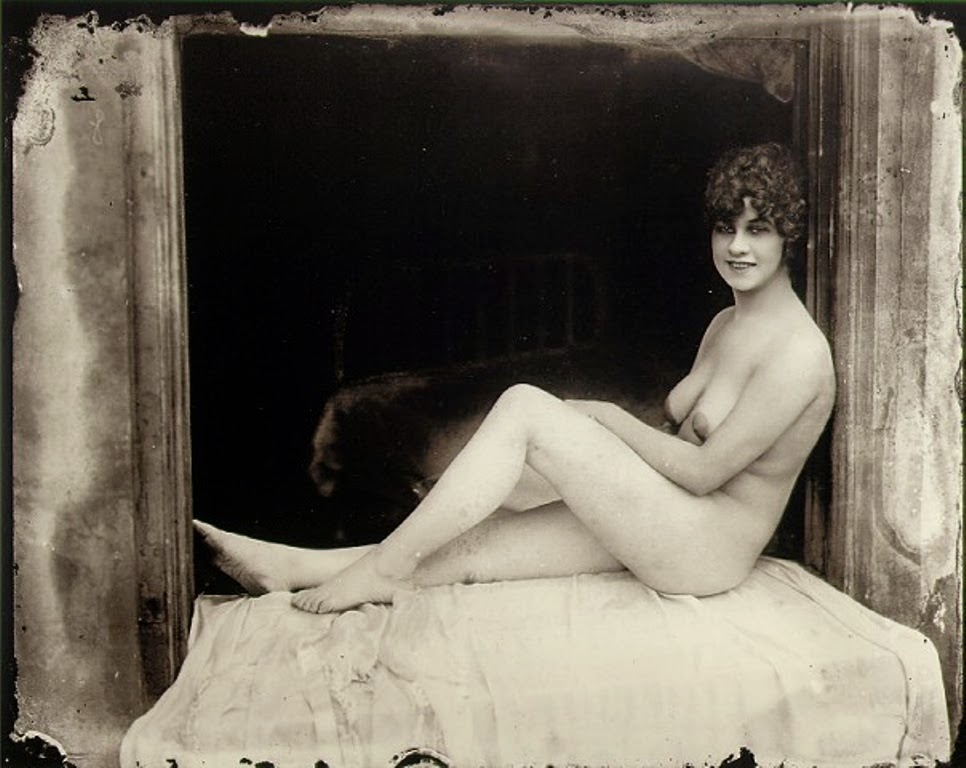
Nu du quartier chaud de Storyville.

Ernest Joseph Bellocq naît dans une famille créole blanche dans le quartier français de La Nouvelle-Orléans. Au début de sa vie, il est une sorte de dandy.
Il devient connu localement comme photographe amateur avant de se mettre à son compte, vivant principalement de photographies de paysages ou de bateaux et de machines pour des sociétés locales.
Il prend aussi des photos plus personnelles du côté caché de la vie locale, notamment les fumerie à opium du quartier chinois et les prostituées de Storyville. Ces dernières photos ne représentent qu’une faible partie de ses revenus.
Dans la dernière partie de sa vie, il vit seul et se fait une réputation d’excentrique, d’asocial. D’après les personnes l’ayant connu vers la fin de sa vie, il montrait peu d’intérêt pour toute autre chose que la photo.
Bellocq est enterré au cimetière Saint-Louis de La Nouvelle-Orléans.

## Postérité
Après sa mort, la plupart de ses négatifs et de ses tirages sont détruits. Cependant, les négatifs de la série Storyville, du nom du quartier rouge de La Nouvelle-Orléans, sont retrouvés plus tard cachés dans un canapé.
En 1971, une sélection de ces photographies est publiée dans un livre intitulé Portraits de Storyville. Ces photos avaient été tirées par Lee Friedlander en utilisant les verres de négatifs entiers.
Ces photographies sont aussitôt très appréciées pour leur caractère poignant et leur beauté.

## Photographies
Toutes les photos sont des portraits de femmes isolées. Certaines sont nues, certaines habillées de façon respectable, d’autres posent comme si elles jouaient une scène mystérieuse. De nombreux négatifs ont été gravement endommagés, en partie volontairement. Cela encourage les spéculations sur la raison pour laquelle Bellocq a pris ces photos puis les a endommagées. De nombreux visages ont été « griffés ». Cela a pu être fait par Bellocq lui-même, ou par son frère, prêtre jésuite qui hérita de Bellocq après sa mort, ou bien par quelqu’un d’autre inconnu. Cependant Bellocq lui-même en est l’auteur le plus probable, puisque les dommages ont été faits pendant que l’émulsion photographique était encore humide. 

Dans quelques photos les femmes portaient des masques. Il est probable que ces griffures et les masques ont une même raison d’être : protéger l’identité des femmes.

## Influence
L’influence des négatifs griffés de Bellocq et de ses corps peut se retrouver dans le travail du photographe Joel-Peter Witkin.

## Collections, expositions
- 2004, The Mysterious Monsieur Bellocq, Centre international de la photographie, New York.
- 1970, E.J. Bellocq: Storyville Portraits, MoMA, New York

## Film
La vie de Bellocq a inspiré le film de Louis Malle, La Petite.

## Référence
- (en) Cet article est partiellement ou en totalité issu de l’article de Wikipédia en anglais intitulé « E. J. Bellocq » (voir la liste des auteurs).

1. ↑  « Ernest Joseph Bellocq (1873-1949) - Mémorial Find... », sur fr.findagrave.com (consulté le 9 octobre 2021).